# كيس حلواني

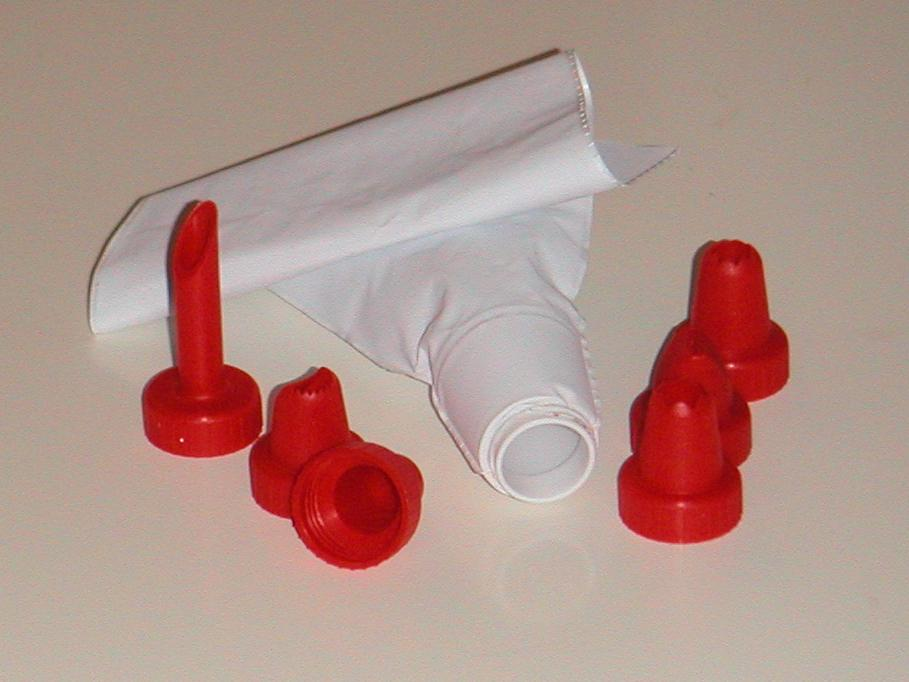
كيس حلواني رخيص

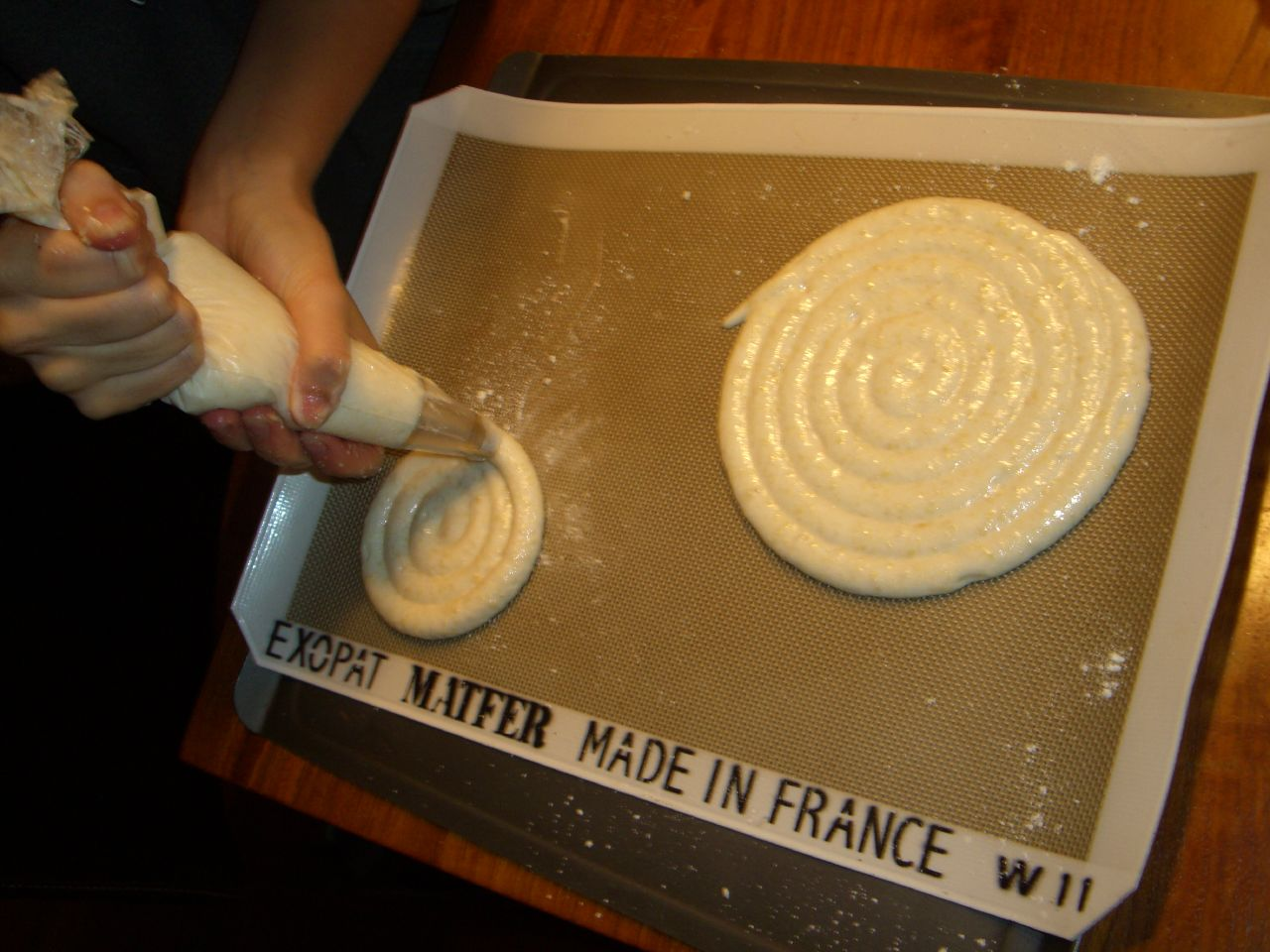
تشكيل خليط الميرانغ على شكل أقراص بإستخدام كيس الحلواني.

كيس الحلواني أو كيس التزيين (بالإنجليزية: pastry bag) هو كيس مخروطي أو مثلث الشكل، يمكن حمله باليد، ومصنوع من القماش، أو الورق، أو النيلون، يستخدم لتشكيل العجين اللين المتدفق بالضغط عليها من خلال فتحة ضيقة توجد في نهاية واحد، ولأغراض كثيرة منها تزيين الكيك. يعبأ كيس الحلواني من خلال فتحة واسعة في الجهة المقابلة للنهاية الضيقة، ثم تلف نهاية الكيس الواسعة، ويضغط لضخ المحتويات.
على الرغم من إن أقماع التزيين الدائرية مفيدة لعمل الأشكال المستديرة وملئ المعجنات مثل الإكلير، إلا إنه هنالك العديد من أقماع التزيين المختلفة التي تستخدم عادة لعمل العديد من الأشكال كنجمة، أو ورقة نباتية أو أشكال بتلات الأزهار.

## الاستخدام
غالباً ما تستخدم أكياس الحلواني لتشكيل الميرانغ والقشدة المخفوقة والتغطية السكرية، وكذلك تستخدم لملئ الدونات بالمربى أو الكاسترد. وتستخدم أيضاً لتشكيل عجينة الكريم بافز، والإصبعية، وبسكويت أصابع الست. وعندما يكون للتقديم أهمية خاصة، فإنه يمكن استخدام الأقماع المحززة لتشكيل أنواع الأطعمة مثل حشو الديفيليد إيج، والزبدة المخفوقة، والبطاطا المهروسة.

## الأنواع
غالباً ما تصنع الأكياس الحلوانية ذات الجودة العالية والقابلة لإعادة الاستخدام من النايلون المنسوج بإحكام، أو البوليستر، أو المطاط أو من القطن المقاوم للماء (مغلف بالبلاستيك). أما الأكياس الحلوانية ذات الجودة المتوسطة فهي مشابهة لذات الجودة العالية، بإستثناء إنها ليست منسوجة بإحكام عالي، الأمر الذي يمكن السماح لبعض المحتويات من التسرب من خلال النسيج. بعد الاستخدام يغسل الكيس الحلواني القابل لإعادة الاستخدام بإستخدم اليد. ويمكن للأكياس الحلوانية ذات الجودة العالية أن تستمر لسنوات عديدة.
مستخدمي الكيس الحلواني الذين لا يملكون آلة غسل الصحون قد يفضلون استخدام الأكياس ذات استعمال لمرة واحدة فقط وغير القابلة لإعادة الاستخدام، وبالتالي تجنب فوضى غسل الكيس الحلواني باليد. حيث إن الأكياس الحلوانية ذات الاستعمال الواحد تكون مصنوعة من البلاستيك الرخيص. كما يمكن استخدام كيس تخزين المواد الغذائية البلاستيكي ككيس حلواني. أما للكميات الصغيرة والضخ الرفيع، فإنه يمكن عمل الكيس الحلواني من لف ورق المطبخ أو الورق المشمع على شكل مخروط، ومن ثم تعبئته، وطي النهاية الواسعة عدة مرات لإغلاقها، ثم قطع الطرف الأخر على الشكل المطلوب. وهذا مفيد بشكل خاص للكميات الصغيرة من الشوكولاتة المذوبة أوالرويال أيسنج المستخدمة للتزيين.
أقماع التزيين الخاصة بالكيس الحلواني تأتي في مجموعات من القطع القابلة للتبديل، الأقماع غالية الثمن يمكن شراءها مرة واحدة. وقد تكون مطلية بالكروم أو الفولاذ المقاوم للصدأ أو البلاستيك. وكل قمع يكون مخروطي الشكل، مع قاعدة كبيرة لكي تكون مناسبة في نهاية فتحة الكيس الصغيرة، حيث يدخل القمع من خلال الفتحة الواسعة قبل سكب الطعام في الكيس. يمكن استخدام الأقماع مع زوج من الحلقات المحولة، لكي تسمح بتبديل القمع دون الحاجة إلى تفريغ محتوى الكيس الحلواني. هناك العديد من الأطعمة (بما فيها بعض أنواع التغطية السكرية وبخاخ ضغط الكريمة المخفوقة) يمكن شراءها بعبوات تعمل عمل كيس الحلواني.

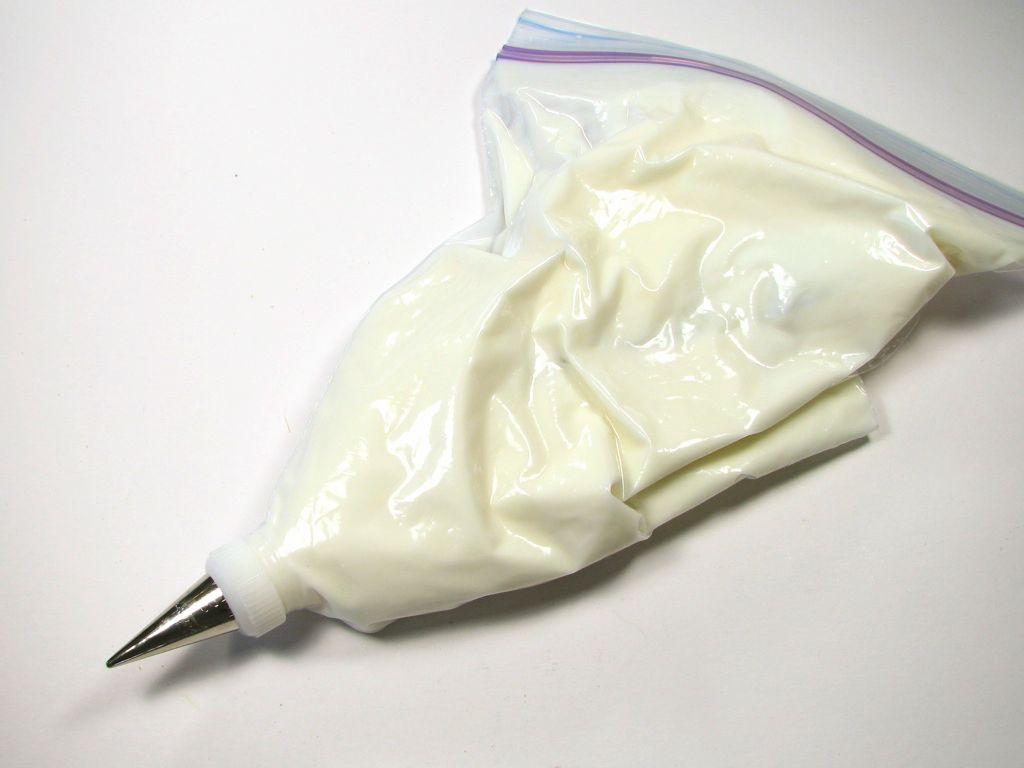
كيس حلواني مصنوع من "كيس تخزين المواد الغذائية".
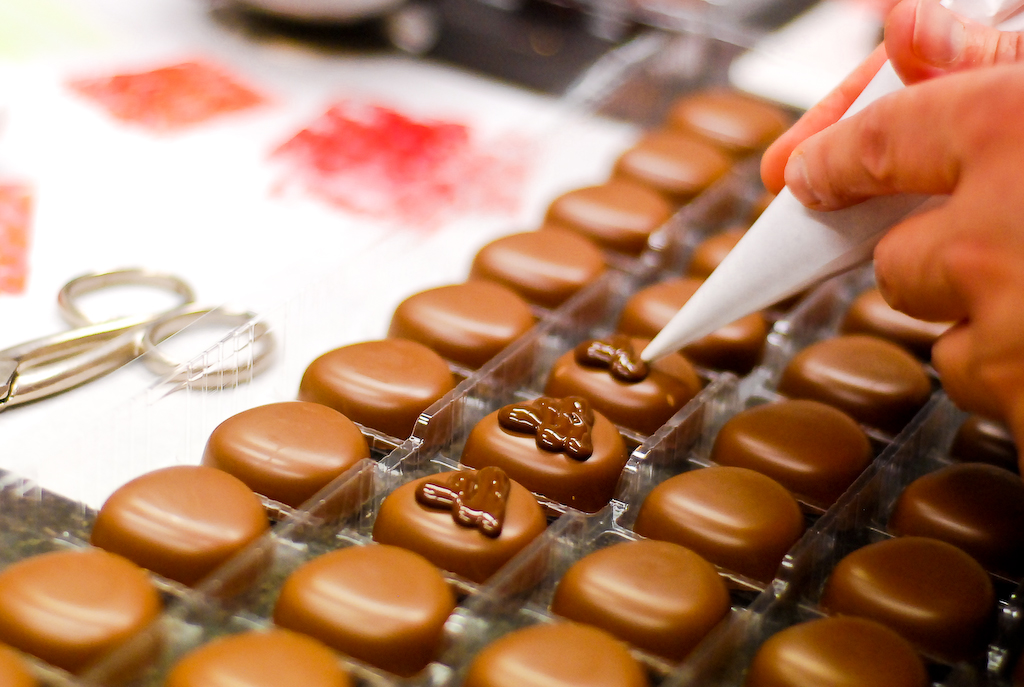
كيس حلواني مصنوع من "الورق المشمع".
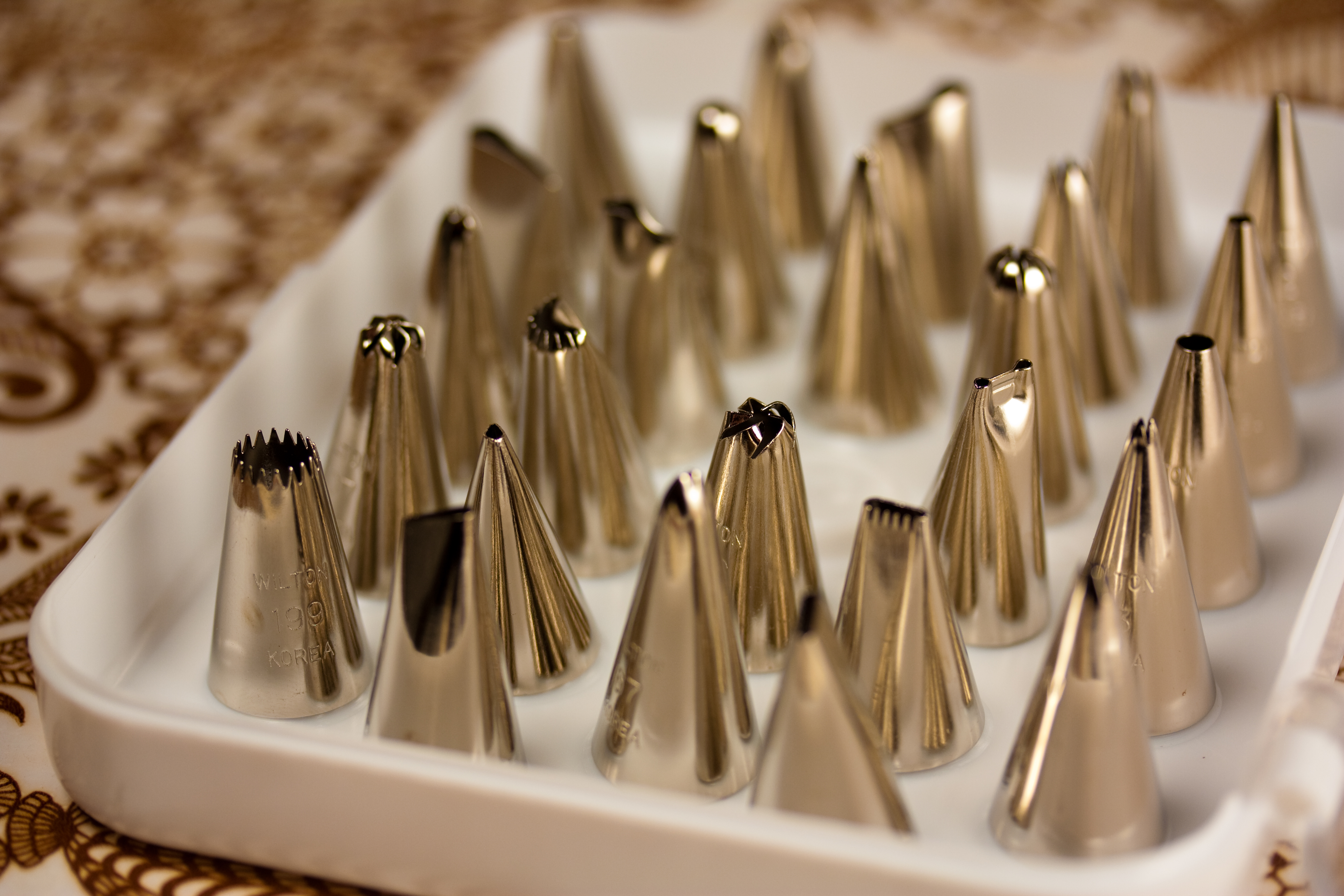
مجموعة متنوعة من أقماع التزيين للكيس الحلواني.